# Concerto pour clavecin en ré mineur
Pour un article plus général, voir Concertos pour clavecin de Bach.
Pour les articles homonymes, voir Concerto pour piano.
Le Concerto pour clavecin en ré mineur (BWV 1052) est un concerto baroque pour clavecin et orchestre à cordes de Johann Sebastian Bach. En trois mouvements, marqués Allegro, Adagio et Allegro, il est le premier des concertos pour clavecin de Bach, composé entre 1738 et 1739.

## Contexte historique
Le manuscrit le plus ancien du concerto peut être daté de 1734; il a été réalisé par le fils de Bach, Carl Philipp Emanuel, et ne contenait que les parties orchestrales, la partie clavecin étant ajoutée plus tard par un copiste inconnu. Cette version est connue sous le nom de BWV 1052a. La version définitive BWV 1052 a été enregistrée par Bach lui-même dans le manuscrit autographe des huit concertos pour clavecin BWV 1052–1058, réalisés vers 1738.
Dans la seconde moitié des années 1720, Bach avait déjà écrit des versions des trois mouvements du concerto pour deux de ses cantates avec orgue obligatoire comme instrument solo: les deux premiers mouvements pour la sinfonia et le premier mouvement choral de Wir müssen durch viel Trübsal in das Reich Gottes eingehen, BWV 146 (1726); et le dernier mouvement pour la sinfonia d'ouverture d' Ich habe meine Zuversicht, BWV 188 (1728). Dans ces versions de cantate, l'orchestre a été élargi par l'ajout de hautbois.
Comme les autres concertos pour clavecin, le BWV 1052 est généralement considéré comme une transcription d'un concerto perdu composé à Cöthen ou Weimar. En commençant par Wilhelm Rust et Philipp Spitta, de nombreux chercheurs ont suggéré que l'instrument mélodique original était probablement le violon, en raison des nombreuses figurations violonistes de la partie solo - techniques de croisement de cordes, cordes ouvertes - toutes très virtuoses. Williams (2016) a émis l'hypothèse que les copies des parties orchestrales réalisées en 1734 (BWV 1052a) auraient pu être utilisées pour une interprétation du concerto avec Carl Philipp Emanuel comme soliste. Il y a eu plusieurs reconstructions du concerto pour violon; Ferdinand David en fit un en 1873; Robert Reitz en 1917; et Wilfried Fischer en a préparé un pour le volume VII / 7 de la Neue Bach Ausgabe en 1970 sur la base du BWV 1052. En 1976, afin de résoudre les problèmes de jouabilité dans la reconstruction de Fischer, Werner Breig a suggéré des amendements basés sur la partie d'orgue obligato dans les cantates et le BWV 1052a,.
Au XXIe siècle, cependant, les recherches autour de Bach se sont éloignées de tout consensus concernant un original de violon. En 2016, par exemple, deux éminents chercheurs de Bach, Christoph Wolff et Gregory Butler, ont tous deux publié des recherches indépendantes qui ont conduit chacun à conclure que la forme originale du BWV 1052 était un concerto pour orgue.
Comme l'a montré Werner Breig, le premier concerto pour clavecin que Bach a inscrit dans le manuscrit autographe était BWV 1058, une adaptation simple du concerto pour violon en la mineur. Il a abandonné l'entrée suivante BWV 1059 après seulement quelques mesures pour commencer à composer BWV 1052 avec une approche beaucoup plus complète pour recomposer l'original que simplement adapter la partie de l'instrument mélodique.

## Structure musicale
Premier clavecin en ré mineur de Bach, BWV 1052 est en trois mouvements, marqués Allegro, Adagio et Allegro. Il est composé pour clavecin et orchestre à cordes baroque (2 violons, alto, violoncelle et continuo). Le BWV 1052 présente des similitudes avec le concerto pour violon Grosso Mogul, très virtuose de Vivaldi, RV 208, que Bach avait précédemment transcrit pour orgue seul dans le BWV 594.
C'est l'un des plus grands concertos de Bach: selon les mots de Jones (2013) il «transmet un sentiment de puissance élémentaire énorme». Cette ambiance est créée dans les premières sections des deux mouvements extérieurs. Les deux commencent à la manière de Vivaldi avec une écriture à l'unisson dans les sections ritornello.

### Premier et troisième mouvements: Allegro
Le Concerto pour clavecin no 1 en ré mineur, BWV 1052, présente des similitudes avec le concerto pour violon Grosso Mogul, très virtuose de Vivaldi, RV 208, que Bach avait précédemment transcrit pour orgue seul en BWV 594. 
C'est l'un des plus grands concertos de Bach : selon les mots de Jones (2013) il « transmet un sentiment de puissance élémentaire énorme ». Cette ambiance est créée dans les premières sections des deux mouvements extérieurs. Les deux commencent à la manière de Vivaldi avec une écriture à l'unisson dans les sections ritornello - le dernier mouvement commence comme suit, :
Bach procède ensuite à la juxtaposition de passages en clé de ré mineur avec des passages en la mineur: dans le premier mouvement, il s'agit des 27 premières mesures; et dans la dernière les 41 premières mesures. Ces changements de tonalité quelque peu brusques traduisent l'esprit d'un type de musique modal plus ancien. Dans les deux mouvements, les sections A sont assez étroitement liées au matériau ritornello qui est entrecoupé de brefs épisodes pour le clavecin. Les sections centrales B des deux mouvements sont librement développées et hautement virtuoses; ils sont remplis de figurations violonistes, y compris des retouches au clavier du bariolage, une technique qui repose sur l'utilisation des cordes ouvertes du violon. La section B du premier mouvement commence par des chiffres de bariolage à notes répétées, :
qui, quand ils se reproduisent plus tard, deviennent de plus en plus virtuoses et finissent par se fondre dans de brillantes figures en filigrane semi-piqueur - typiques du clavecin - dans le dernier épisode prolongé de type cadenza avant le ritornello final.
Tout au long du premier mouvement, la partie de clavecin comporte également plusieurs épisodes de "perfidie" - les mêmes motifs de demi-demi-mesure en demi-mesure répétés sur une période prolongée. Les deux mouvements externes sont dans une A - B - A 'forme: la partie A du premier mouvement est dans les barres 1-62, la section B commence avec le passage d'bariolage et dure de la barre 62 à la barre 171, le A' section dure de la mesure 172 jusqu'à la fin; la section A du mouvement final est en mesures 1–84, la section B en mesures 84–224 et la section A ′ de la mesure 224 jusqu'à la fin. Dans le premier mouvement, la section centrale est dans les tonalités de ré mineur et mi mineur; dans le dernier mouvement, les touches sont en ré mineur et en la mineur. Comme dans les premières sections, les décalages entre les deux tonalités mineures sont brusques et prononcés. Dans le premier mouvement, Bach crée un autre effet tout aussi dramatique en interrompant les passages implacables en touches mineures avec des déclarations du thème ritornello dans les touches majeures. Jones décrit ces moments de soulagement comme fournissant «un rayon de lumière soudain et inattendu»,.
Le matériau thématique très rythmé de la partie de clavecin solo du troisième mouvement présente des similitudes avec l'ouverture du troisième Concerto brandebourgeois.
Dans les deux sections B, Bach ajoute des caractéristiques inattendues: dans le premier mouvement, ce qui devrait être le dernier ritornello est interrompu par un bref épisode de perfidie qui se prépare au véritable ritornello de conclusion; de même dans le dernier mouvement, après cinq mesures de ritornello orchestral marquant le début de la section A ′, la matière thématique du clavecin introduit un épisode hautement virtuose de 37 mesures, librement développé, aboutissant à un fermata (pour une cadence improvisée) avant la conclusion 12 bar ritornello,.

### Deuxième mouvement: Adagio
Le mouvement lent est un adagio en sol mineur à 
. Il est construit sur une basse qui est jouée à l'unisson par tout l'orchestre et le clavecin dans le ritornello d'ouverture,.
Il continue tout au long de la pièce en fournissant les bases sur lesquelles le clavecin solo fait tourner une ligne mélodique fleurie et ornementée en quatre longs épisodes,.
La tonalité sous-dominante du sol mineur joue également un rôle dans les mouvements extérieurs, dans les passages de pont entre les sections B et A '. Plus généralement, Jones (2013) a souligné que les touches prédominantes dans les mouvements extérieurs se centrent autour des cordes ouvertes du violon,.
La section B en barres 84–224 et la section A ′ de la mesure 224 jusqu'à la fin. Dans le premier mouvement, la section centrale est dans les tonalités de ré mineur et mi mineur; dans le dernier mouvement, les touches sont en ré mineur et en la mineur. Comme dans les premières sections, les décalages entre les deux tonalités mineures sont brusques et prononcés. Dans le premier mouvement, Bach crée un autre effet tout aussi dramatique en interrompant les passages implacables en touches mineures avec des déclarations du thème ritornello dans les touches majeures. Jones décrit ces moments de soulagement comme fournissant «un rayon de lumière soudain et inattendu».

## Accueil
Plusieurs copies manuscrites du concerto - méthode standard de transmission - survivent à partir du XVIIIe siècle; par exemple, il existe des copies à la main de Johann Friedrich Agricola vers 1740, de Christoph Nichelmann et d'un scribe inconnu au début des années 1750. Sa première publication imprimée remonte à 1838 par la maison d'édition Kistner.
L'histoire de la performance au XIXe siècle remonte au cercle de Felix Mendelssohn. Dans la première décennie du XIXe siècle, la virtuose du clavecin et grand-tante de Mendelssohn, Sara Levy, a donné des représentations publiques du concerto à Berlin à la Sing-Akademie, créée en 1791 par le claveciniste Carl Friedrich Christian Fasch et dirigée par la suite par le professeur de Mendelssohn. Carl Friedrich Zelter. En 1824, la sœur de Mendelssohn, Fanny, interpréta le concerto dans le même lieu. En 1835, Mendelssohn joua le concerto lors de sa première année à la direction du Gewandhaus de Leipzig. Il y avait d'autres performances au Gewandhaus en 1837, 1843 et 1863. Ignaz Moscheles, un ami et professeur de Mendelssohn ainsi qu'un autre fidèle de Bach, a donné la première exécution du concerto à Londres en 1836 lors d'un concert-bénéfice, ajoutant une flûte et deux clarinettes, bassons et cors à l'orchestre. Dans une lettre à Mendelssohn, il a révélé qu'il voulait que la section à vent ait «la même position dans le Concerto que l'orgue dans l'exécution d'une messe». Robert Schumann a ensuite décrit la réorchestration de Moscheles comme «très belle». L'année suivante, Moscheles a interprété le concerto à l' Académie de musique ancienne avec l'orchestration à cordes originale de Bach. The Musical World a rapporté que Moscheles "a suscité des témoignages aussi sans équivoque de joie, comme le cercle tranquille des abonnés du concert antique se livrent rarement.".
Le concerto a été publié pour la première fois en 1838 à Leipzig,. Johannes Brahms composa plus tard une cadence pour le dernier mouvement du concerto, qui fut publié à titre posthume.

## Enregistrements sélectionnés

### Au clavecin
- Gustav Leonhardt, Leonhardt-Consort ; 1968; TelDec.
- Jean Casadesus, Société des Concerts du Conservatoire, André Vandernoot, Columbia.
- Igor Kipnis, The London Strings, Neville Marriner ; 1971; CBS Masterworks Records M2YK 45616.
- Trevor Pinnock, The English Concert ; 1981; Archiv Produktion 471754-2 (réédition 2002).
- Christine Schornsheim, Neues Bachisches Collegium Musicum, Burkhard Glaetzner ; 1990-1992; Classiques brillants.
- Andreas Staier, Freiburger Barockorchester ; 2013; Harmonia Mundi HMC 902181.82.
- Christophe Rousset, Academy of Ancient Music, Christopher Hogwood ; 1999; L'Oiseau Lyre.
- Béatrice Martin, Les Folies Françoises, Patrick Cohen-Akenine; 2011; Cyprès.

### Au piano
- Glenn Gould, Leonard Bernstein, Columbia Symphony Orchestra; 1957, Sony.
- Sviatoslav Richter, Kurt Sanderling, Orchestre d'état d'URSS; 1960, Monitor Records.
- Murray Perahia, Academy of St Martin in the Fields; 1971, Sony.
- David Fray, Deutsche Kammerphilharmonie; 2008, Erato.
- András Schiff, Orchestre de chambre d'Europe; 2010, Decca.
- Simone Dinnerstein, Kammerorchester Staatskapelle Berlin; 2011, Sony.

## Sources
- (it) Alberto Basso, Frau Musika : La vita e le opere di J. S. Bach, vol. Le origini familiari, l'ambiente luterano, gli anni giovanili, Weimar e Köthen (1685–1723), Turin, EDT, 1979, 782 p. (ISBN 88-7063-011-0, lire en ligne)
- Cantagrel, Gilles (1993). "Sur les traces de l'œuvre pour orgue et orchestre de J.S. Bach". Johann Sebastian Bach: L'œuvre pour orgue et orchestre (liner notes). André Isoir (organ) and Le Parlement de Musique conducted by Martin Gester. Calliope. CAL 9720.CS1.
- Butler, Gregory (2016), "The Choir Loft as Chamber: Concerted Movements by Bach from the Mid- to Late 1720s", in Matthew Dirst (ed.), Bach Perspectives 9: Bach and the Organ, University of Illinois Press, pp. 76–86,  (ISBN 9780252098413)
- John Butt, J.S. Bach, Oxford University Press, coll. « Oxford Composer Companions », 1999 (ISBN 978-0-19-866208-2, lire en ligne), « Harpsichord Concertos »
- Jones, Richard D. P. (2013), The Creative Development of Johann Sebastian Bach, Volume II: 1717–1750: Music to Delight the Spirit, Oxford University Press,  (ISBN 9780199696284)
- Kroll, Mark (2014), Ignaz Moscheles and the Changing World of Musical Europe, Boydell & Brewer,  (ISBN 1843839350)
- Heather Platt, Johannes Brahms : A Research and Information Guide, Routledge, 2012, 576 p. (ISBN 978-1-135-84708-1 et 1-135-84708-8, lire en ligne)
- (de) Max Schneider, Bach-Jahrbuch 1906, Breitkopf & Härtel, coll. « Bach-Jahrbuch », 1907, 84–113 p. (lire en ligne), « Verzeichnis der bis zum Jahre 1851 gedruckten (und der geschrieben im Handel gewesenen) Werke von Johann Sebastian Bach »
- Rampe, Siegbert (2013), Bachs Orchester- und Kammermusik, Bach-Handbuch (in German), 5/1, Laaber-Verlag,  (ISBN 978-3-89007-455-9)
- Peter Williams, Bach : A Musical Biography, Cambridge University Press, 2016 (ISBN 978-1-316-53138-9 et 1-316-53138-4, lire en ligne)
- Wolff, « A Bach Cult in Late-Eighteenth-Century Berlin: Sara Levy’s Musical Salon », Bulletin of the American Academy, American Academy of Arts and Sciences, no Spring,‎ 2005, p. 26–31 (lire en ligne [archive du 4 mars 2016], consulté le 12 avril 2018)
- Wolff, Christoph (2016), "Did Bach write organ concertos? A propos the prehistory of cantata movements with obbligato organ", in Dirst, Matthew (ed.), Bach and the Organ, Bach Perspectives, 10, University of Illinois Press, pp. 60–75, JSTOR 10.5406/j.ctt18j8xkb
- Wollny, Peter (2015). "Harpsichord Concertos". Johann Sebastian Bach: Harpsichord Concertos (PDF) (liner notes). Andreas Staier, Freiburger Barockorchester. Harmonia Mundi. pp. 6–7. HMC 902181.82.CS1.